# T206 Honus Wagner

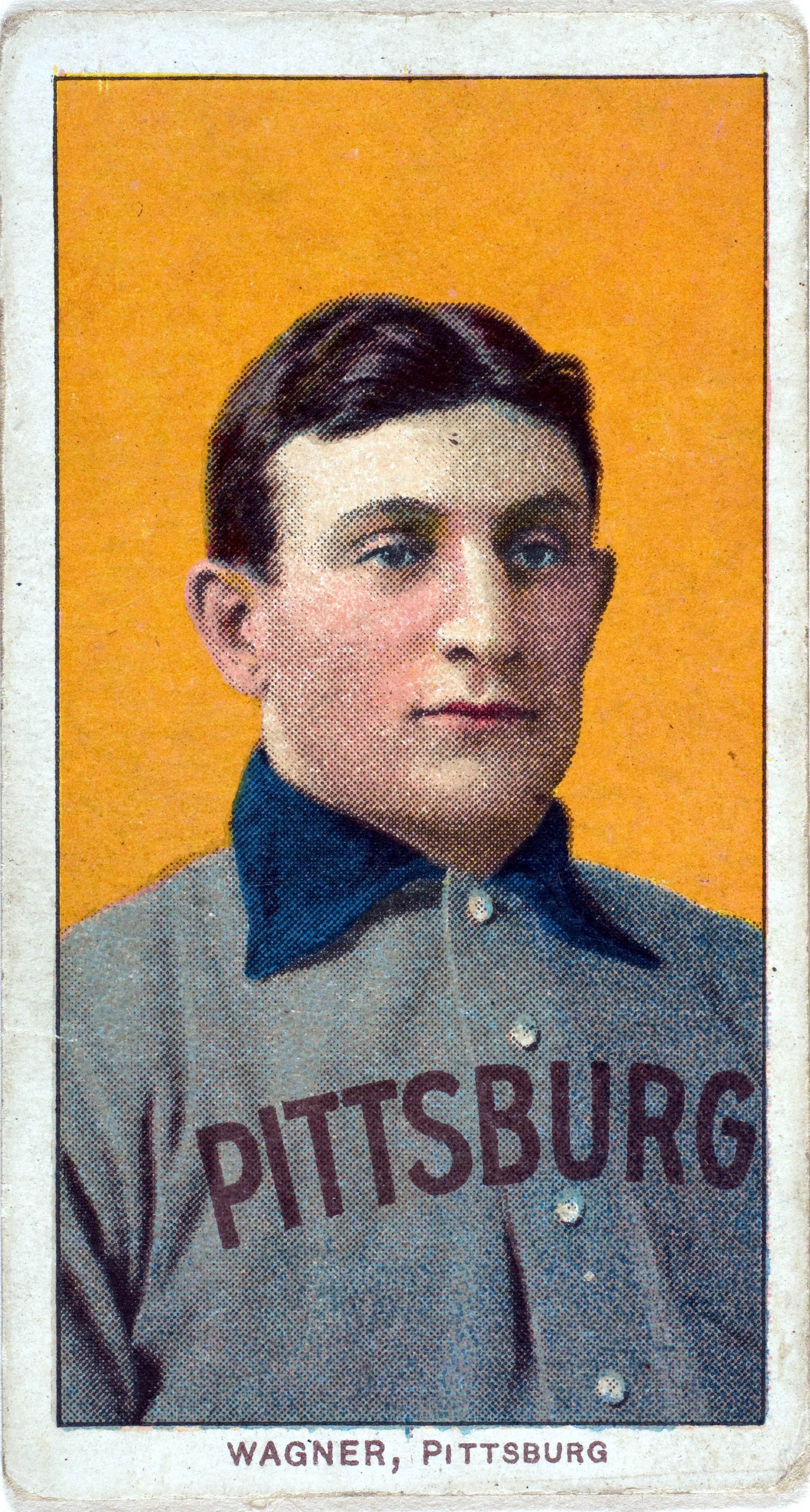
Exemplo de um T206 Honus Wagner de 1909

O cartão de beisebol T206 Honus Wagner retrata o jogador do Pittsburgh Pirates Honus Wagner, um jogador da  era da bola morta que é amplamente considerado um dos melhores de todos os tempos O cartão foi desenhado e lançado pela American Tobacco Company (ATC) de 1909 até 1911 como parte de sua série  T206. Wagner recusou-se a permitir que a produção de seu cartão de beisebol continuasse, ou porque ele não queria que crianças comprassem cigarros para conseguir o cartão, ou porque ele queria mais compensação da ATC. A ATC finalizou a produção do cartão de Wagner e um total de apenas entre 50 a 200 cartões foram distribuídos ao público (o exato número é desconhecido), das "dezenas ou centenas de milhares" de cartões T206, em três anos em dezesseis marcas de cigarros com outros jogadores. Em 1933, o cartão foi primeiramente listado com valor de 50 dólares americanos no catálogo de Jefferson Burdick, The American Card Catalog, fazendo dele o mais caro cartão de beisebol do mundo na época.
O mais famoso exemplar do T206 Honus Wagner é o cartão "Gretzky T206 Honus Wagner". A textura e a forma estranha do cartão levaram à especulação de que foi alterado. O Gretzky T206 Wagner foi primeiramente vendido por Alan Ray para um colecionador de memorabilia de beisebol chamado Bill Mastro, que vendeu o cartão dois anos mais tarde para Jim Copeland por quase quatro vezes o valor original. A negociação considerável de Copeland revitalizou o interesse no mercado de coleções de memorabilia esportiva. Em 1991, Copeland vendeu o cartão para o  jogador de hóquei no gelo Wayne Gretzky e o empresário Bruce McNall porr $451.000. Gretzky revendeu o cartão quatro anos depois para o Wal-Mart e Treat Entertainment por $500.000 para ser usado como o melhor prêmio em um concurso promocional.
No ano seguinte, uma funcionária dos correios da Flórida ganhou o cartão e o leiloou na Christie's por $640.000 para o colecionador Michael Gidwitz. Em 2000, o cartão foi vendido via Robert Edward Auctions para o colecionador de cartões Brian Seigel por $1.27 milhão. Em fevereiro de 2007,  Seigel vendeu o cartão privadamente à um colecionador anônimo por $2.35 milhões. Menos de seis meses mais tarde, o cartão foi vendido para outro colecionador anônimo por $2.8 milhões. Em abril de 2011, este comprador anônimo revelou-se Ken Kendrick, proprietário do time de beisebol  Arizona Diamondbacks. O cartão foi vendido em leilão novamente em 2016 por um valor recorde de $3.12 milhões. Estas transações fazem deste cartão de Wagner o cartão mais valioso na história.
Em outubro de 2013, Bill Mastro se declarou culpado de fraude postal no Tribunal Distrital dos EUA—e admitiu no processo que ele cortou o cartão Wagner para aumentar acentuadamente seu valor.
Outros T206 Wagners, tanto legítimos como falsos, tem surgido em anos recentes. Alguns dos cartões reais alcançaram centenas de milhares de dólares em leilões. Um T206 Honus Wagner em particular de propriedade de John Cobb e Ray Edwards tem atraído a atenção da mídia pela controvérsia sobre sua autenticidade, com muitos especialistas no hobby alegando ser ele falso.

## História

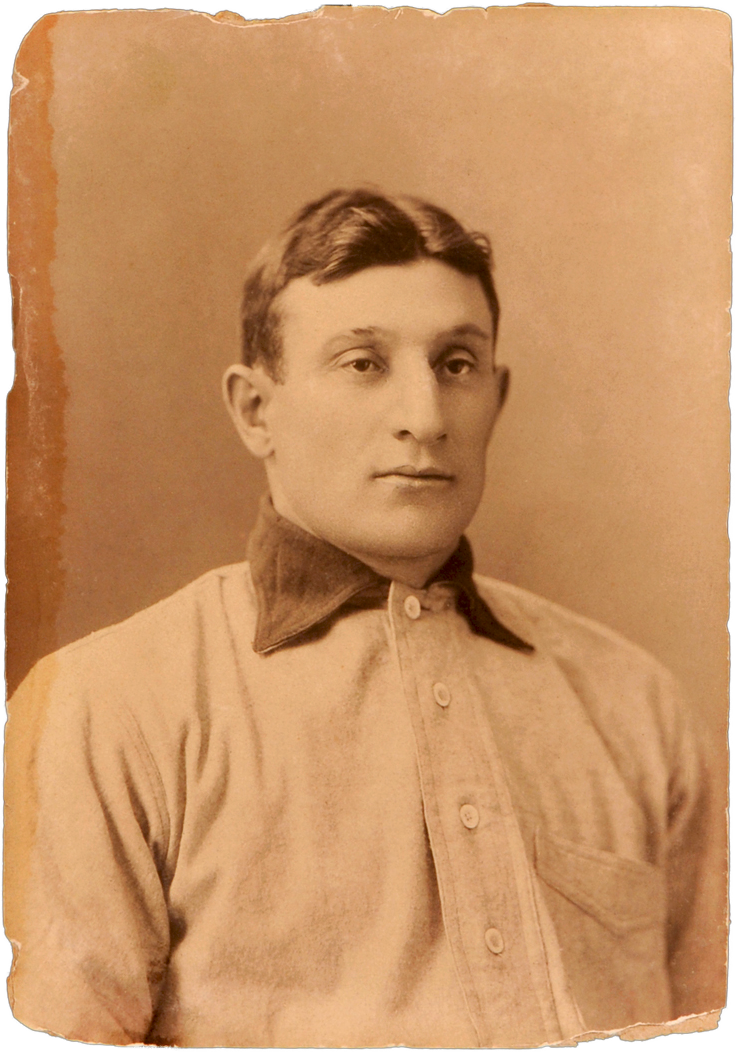
Foto usada para a imagem do Wagner T206 circa 1902.

A American Tobacco Company foi formada como resultado de uma fusão em 1889 de cinco grandes fabricantes de cigarros: W. Duke & Sons & Company, Allen & Ginter, Goodwin & Company, F. S. Kinney Company and William S. Kimball & Company. Como a empresa chegou para monopolizar a indústria do tabaco, o ATC não teve que fazer publicidade ou promoções para seus produtos. Uma vez que os cartões de beisebol eram utilizados principalmente como uma promoção de vendas, a ATC os removeu de seus pacotes de tabaco, quase tornando os cartões obsoletos. Durante a presidência de Theodore Roosevelt regras para empresas concorrentes foram implementadas e a ATC ficou sujeita à ações legais do governo, na esperança de que quebrar o monopólio na indústria.
Consequentemente, a ATC estava de volta à concorrência com outras empresas de tabaco, então reinseriu os cartões de beisebol nos pacotes de cigarros. Em 1909, a companhia apresentou a série T206 – também conhecida como "white border set" ("conjunto de borda branca") – cartões de beisebol de 524 jogadores em seus pacotes de cigarros. Os cartões foram impressos em sete fábricas de Nova Iorque, Carolina do Norte, Ohio e Virgínia. Dois anos mais tarde a ATC foi dividida em diversas grandes companhias como parte da decisão da Suprema Corte dos Estados Unidos no caso United States v. American Tobacco Company (221 U.S. 106) (1911).

## Atributos físicos e produção
O cartão típico da série T206 tinha uma largura de 3,65 cm e altura de 6,67 cm. Alguns cartões tinham forma ou tamanho irregular, o que provocou a crença de que muitos dos cartões da série tinham sido alterados em um ponto ou outro. Em seu trabalho Inside T206: A Collector Guide to the Classic Baseball Card Set, Scot A. Reader escreveu que "não é incomum encontrar exemplos do T206 que tenham sido alterados em algum ponto durante seu quase um século de existência." Estas discrepãncias foram aproveitadas por "médicos de cartão" que cortaram cantos e bordas sujas para melhorar a aparência do cartão. A frente de todos os cartões da série T206, incluindo o cartão de Wagner, exibia uma litografia do jogador criado por um processo de impressão em vários estágios no qual várias cores foram impressas uma sobre a outra para criar uma litografia com o design apropriado. As costas dos cartões apresentavam cores monocromáticas de 16 marcas de tabaco para as quais os cartões foram impressos. O cartão de Wagner em particular anunciavam as marcas de cigarros do Piemonte e Sweet Caporal e foram produzidos na Fábrica 25 na Virgínia, como indicado pelo selo da fábrica impresso nas costas dos cartões.

## Envolvimento de Wagner

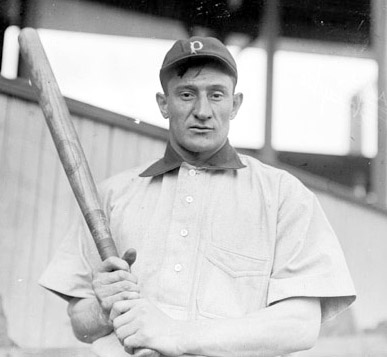
Uma fotografia de 1903 de Wagner tirada pelos Chicago Daily News

Iniciando de janeiro de 1909, a ATC buscou autorização dos jogadores de beisebol para inclusão em sua série T206, que apresentaria 524 jogadores das grandes ligas, 76 dos quais seriam posteriormente induzidos ao Baseball Hall of Fame. Wagner tinha estado entre os melhores jogadores durante a década, e era até mesmo considerado o melhor jogador de sua época. Ele apareceu em anúncios para um número de outros produtos tais como gomas de mascar, pólvora e refrigerantes. Sem surpresa, a ATC pediu a permissão de Wagner para ter sua imagem em um cartão de beisebol. De acordo com a edição de 12 de outubro de 1912 do The Sporting News, Wagner não deu seu consentimento para aparecer no cartão de beisebol. Em resposta à carta com o pedido de autorização enviada por John Gruber, um cronista esportivo de Pittsburgh contratado pela ATC para solicitar a permissão de Wagner, Wagner escreveu que "não gostava de ter sua imagem em um pacote de cigarros." Ele ameaçou buscar uma ação legal contra o ATC se eles avançassem e criassem seu cartão de beisebol.
As razões da forte reação negativa de Wagner ao pedido da ATC tem sido objeto de muita especulação. A versão mais comumente contada é que Wagner rejeitou o trato pois não queria que jovens fãs de beisebol comprassem os pacotes de tabaco por seu cartão de beisebol. Wagner detinha alto respeito por seu fãs, particularmente pelos jovens. Sua neta, Blair, afirmou que "[ele] amava crianças. Ele queria ensinar às crianças um bom espírito esportivo. Quando chegou a hora do cartão ser lançado, não que ele não fosse pago. Ele não queria que crianças tivessem que comprar tabaco para conseguir seu cartão." Entretanto, Wagner mascava tabaco, e tinha aparecido previamente em anúncios para muitos produtos de tabaco, incluindo um cartão de beisebol com anúncio de charutos em 1899 e um anúncio de jornal para os cigarros Murad durante a World Series de 1909.
Outra explicação sugerida é que Wagner não sentia que não estava recebendo a justa compensação da ATC por seu cartão de beisebol. Wagner tinha um histórico de ser um negociador duro; tinha anunciado sua aposentadoria do beisebol em dezembro de 1907, mas retornou pouco antes do início da temporada de 1908 após receber um contrato de $10.000, duplicando seu salário da temporada de 1907. Esta teoria tem suas falhas, no entanto, uma vez que Wagner enviou a Gruber um cheque por US$ 10 para compensá-lo pela taxa que a ATC o teria pagado se Wagner tivesse dado permissão para criar seu cartão de beisebol. Michael O'Keeffe e Teri Thompson, autores de The Card: Collectors, Con Men, and the True Story of History's Most Desired Baseball Card, perguntaram por que Wagner compensaria Gruber em $10, uma quantia substancial de dinheiro na época (aproximadamente $275 em 2016), se ele recusou sua autorização por razões monetárias. A ATC já tinha produzido algum número de cartões T206 Honus Wagner; o exato número é desconhecido, mas é especulado que seja entre 50 a 200 cartões. Eles interromperam a produção do cartão, entretanto, após a negativa de Wagner.

## Gretzky T206 Honus Wagner
Em 1991, o jogador da National Hockey League Wayne Gretzky comprou um dos cartões T206 Honus Wagner de 1909 em perfeitas condições, com um anúncio do cigarro Piedmont nas costas, em um leilão da Sotheby's. O cartão se tornou conhecido como o "Gretzky T206 Wagner" pelo público. A companhia de autenticação The Professional Sports Authenticator (PSA) graduou este cartão como  PSA 8 Near Mint-Mint (NM-MT) em sua escala de 10 pontos, a mais alta nota dada a um cartão T206 Honus Wagner. Bill Hughes foi o classificador oficial do cartão, trabalhando para a PSA na época. Hughes admitiu saber que o cartão tinha sido alterado quando o graduou.
O Gretzky T206 Wagner chamou atenção pela primeira vez em 1985, quando o colecionador de cartões de Hicksville, Nova Iorque, Alan Ray, contatou Bob Sevchuk, proprietário de uma loja de momorabilia de esportes em Long Island, para arranjar um negócio em potencial de US$ 25.000 para seu cartão T206 Honus Wagner. Bill Mastro, negociador de memorabilia esportiva, que posteriormente fundou a Mastro Auctions e se tornou uma das figuras mais poderosas na indústria, ouviu esta notícia e imediatamente fez uma oferta. Mastro, com apoio financeiro de seu amigo Rob Lifson, procurou  melhorar a oferta e Ray adicionou 50 a 75 de seus outros cartões da série T206, incluindo o raro T206 Eddie Plank, no negócio. Ray, que mais tarde afirmou que "tinha uma situação monetária", concordou com os termos do acordo da Mastro.
As circunstâncias de como Ray ficou em posse do Gretzky T206 Wagner são cercadas em mistério. Ele tentou evitar responder qualquer questões à respeito do assunto mas, em uma entrevista de 2001, afirmou o ter recebido de um parente, cujo nome ele não revelou. Dentro da comunidade de memorabilia, havia especulação de que o cartão tinha sido cortado de uma folha de impressão durante o acordo feito com o Mastro. Mastro contou à colegas no circuito de memorabilia que comprou o cartão de um impressor, que não era a profissão de Ray. Ray pessoalmente afirmou que Mastro possa ter feito isso para evitar que outros tentassem rastrear o cartão. Alguns também afirmam que Mastro comprou o cartão de Sevchuk, não Ray.
Após esta transação ser completada, Mastro voltou para seu carro e mostrou o Gretzky T206 Wagner para Lifson. Mastro ofereceu um de seus outros T206 Wagner de sua coleção pessoal para Lifson como pagamento pelos $25.000 que Lifson proveu pelo Gretzky T206 Wagner—afirmando que Lifson poderia vender o cartão com qualidade mais baixa por $30.000 e ter $5.000 de lucro rapidamente. Lifson estava cético, mas aceitou a palavra de Mastro e aceitou o negócio, vencendo com sucesso este outro cartão de Wagner para o empresário de Nova Jérsei Barry Halper por $30.000. (Halper vendeu este cartão e outros 200 itens de beisebol em 1998 para a Major League Baseball por mais de $5.000.000.)
Em 1987, Mastro vendeu o Gretzky T206 Wagner para Jim Copeland, empresário de materiais esportivos de San Luis Obispo, Califórnia, por  $110.000. Com esta transação, houve um interesse repentino e renovado na cobrança de cartões de beisebol. Como Lifson comentou, o negócio com Copeland revitalizou a indústria e "criou um incentivo para vender todos estes grandes cartões."

### Leilão de memorabilia de Copeland em 1991
Dentro de cinco anos, Copeland decidiu que era hora de vender sua coleção de cartões; ele escolheu vender toda sua coleção de 873 cartões em uma única venda, através de Mastro. Mastro contatou a Sotheby's, a renomada casa de leilões de Nova Iorque, e pediu a eles que aceitassem a coleção de Copeland em  consignação. A Sotheby's  anunciou os itens de Copeland como a "Copeland Collection of Important Baseball Cards and Sports Memorabilia" para atrair entusiastas do hobby e outros clientes em potencial. O leilão de março de 1991 atraiu aproximadamente 800 colecionadores que estavam interessados em comprar alguns da rara memorabilia de Copeland. Os preços das ofertas excederam por muito as estimativas pré-leilão, como um cartão de 1952 da Topps com Mickey Mantle vendido por $49.500, mais de três vezes o preço estimado inicial. A estimativa antes de leilão colocavam o cartão T206 Honus Wagner no valor de $114.000. Dentro de minutos após a oferta inicial pelo T206 Wagner, o maior ofertante tinha oferecido   $228.000, duas vezes a estimativa antes do leilão. Uma competição de ofertas entre Mike Gidwitz, Mark Friedland e um comprador desconhecido ao telefone se seguiu. Gidwitz saiu da competição quando o lance atingiu a marca de $300.000. Quando Friedland fazia cada lance, o ofertante ao telefone contaria com uma oferta de US$ 5.000 ou US$ 10.000 mais alta. Friedland desistiu da competição após o comprador ao telefone ter oferecido $410.000 pelo cartão. Com a taxa de 10% da Sotheby's, o preço final do cartão foi de $451.000, aproximadamente quatro vezes a estimativa pré-leilão. O comprador ao telefone era Wayne Gretzky, que comprou o cartão com a opinião e ajuda financeira de seu 'chefe'  Bruce McNall, o proprietário da equipe Los Angeles Kings da NHL. Copeland recebeu por volta de $5 milhões pela coleção completa. A cobertura publicitária do leilão da Sotheby's renovou o interesse do hobby de colecionar souvenirs esportivos. Mastro trabalhou com a  Sotheby's pelos quatro anos seguintes na facilitação de leilões de memorabilia esportiva e se estabeleceu como o negociador líder de cartões na indústria. O ilusionista David Copperfield usou a popularidade do cartão como parte de um truque de mágica em um especial de TV. Copperfield pediu que Gretzky assinasse o cartão, então Copperfield cortou o cartão em quatro pedaços, e então restaurando o cartão e magicamente removendo a assinatura.
Gretzky, que não era um grande colecionador de cartões, disse que comprou o cartão pois pensou que "o mercado permaneceria forte", fazendo assim um valioso investimento. McNall orquestrou um plano para comprar o cartão. Em uma entrevista de 2005, McNall afirmou que sua "filosofia era que, se você comprar algo que é absolutamente o melhor no mundo, você estaria bem porque sempre há outro comprador por algo no topo."

### Cartão de volta ao mercado
Em 1995, Gretzky vendeu o cartão ao Wal-Mart e a Treat Entertainment por $500.000. As duas companhias pretendiam usar o cartão como o grande prêmio em um concurso promocional. O cartão viajou todos os Estados Unidos, como parte do plano do Wal-Mart de rejuvenescer o mercado de cartões de beisebol. Em 24 de fevereiro do ano seguinte, no 122º aniversário de Wagner, o grande prêmio foi sorteado no programa da CNN's Larry King Weekend. Por volta de 21:00 h., o membro do Hall of Fame e terceira base Brooks Robinson, um dos convidados de King naquela noite, puxou o nome de Patricia Gibbs, empregada dos correios residente em    Hollywood, Flórida. Após passar horas, sem sucesso, tentando contatar Gibbs, funcionários de King finalmente conseguiram informá-la de seu prêmio.  Treat Entertainment e o Wal-Mart entregaram o cartão à Gibbs poucas semanas depois em uma das lojas do Wal-Mart em Miramar, Flórida. Gibbs não poderia pagar os impostos decorrentes da posse do cartão, então decidiu consignar o cartão para um leilão mais tarde. Ela consignou o cartão à Christie's, uma casa de leilões de Nova Iorque melhor conhecida por vender famosas obras de arte.
Michael Gidwitz, o mesmo indivíduo que batalhou com Gretzky e Mark Friedland pelo cartão no leilão de Copeland em 1991, venceu o leilão da Christie's com um lance de $641.500. Quatro anos mais tarde, em 5 de julho de 2000, Gidwitz firmou parceria com o eBay e a Robert Edwards Auctions para iniciar um leilão online por 10 dias pelo cartão. A Robert Edwards Auctions, uma divisão da  MastroNet, estabeleceram um sistema de registro em que eles aprovariam potenciais indivíduos antes de realmente poder fazer lances. Estes indivíduos tiveram que fazer um depósito de $100.000 para a iEscrow.com para serem pré-aprovados e assim fazer lances pelos cartão. Em 15 de julho, o cartão foi vendido para Brian Seigel, um colecionador da Califórnia, por $1.265 milhão. Em fevereiro de 2007, a Associated Press anunciou que Seigel tinha vendido o cartão de maneira privada e diretamente à um colecionador anônimo do sul da Califórnia por $2.35 milhões. Menos de seis meses depois, em 6 de setembro de 2007, a SCP Auctions anunciou que cartão tinha sido vendido novamente para outro colecionador anônimo por $2.8 milhões. O colecionador anônimo foi revelado posteriormente como sendo o proprietário do Arizona Diamondbacks, Ken Kendrick.

### Alteração
Logo após a compra de Gretzky em 1991, alegações previamente ignoradas de que o cartão tinha sido sujeito de alterações explodiram novamente. Foi quando Gretzky buscou ajuda da Professional Sports Authenticator (PSA) para classificar o cartão, resultando em uma graduação PSA 8 NM-MT. Apesar da afirmação pessoal do presidente da PSA, David Hall, que o cartão era "soberbo" e um "cartão fantástico de todas as maneiras," um número de pessoas na indústria da memorabilia não se convenceram de que o cartão não tivesse sido alterado em algum momento.
Logo após, Alan Ray afirmou que tinha provas de que o cartão tinha sido adulterado por Mastro em algum ponto após a negociação inicial de $25.000 em  1985. Ele tinha uma foto do cartão tirada antes da transação com Mastro e alegava que o cartão na foto pareceu significativamente diferente da foto do cartão de Gretzky. Ele enviou fotos comparativas do cartão para McNall e para a Sotheby's, mas nunca recebeu uma resposta. Alguns colecionadores tem repudiado as afirmações de Ray, dizendo que a foto não prova nenhuma alteração feita no cartão.
Como parte de uma apelação 2013 no District Court americano, Mastro admitiu ter aparado as bordas do cartão na metade dos anos 1980 para aumentar sey valor, removendo alguma descoloração. Até março de 2014, Mastro ainda aguardava sua sentença, cooperando com os promotores em outros casos envolvendo falsificar ou alterar colecionáveis esportivos. Um cartão similar mas inalterado, o 'Jumbo Wagner', também tem classificação NM-MT para a maioria do cartão, mas as bordas com qualidade inferior não foram cortadas, diminuindo de NM-MT para uma nota geral de PSA 5 – um dos únicos três (junto com o cartão cortado de Mastro) graduados como  PSA 5 ou melhor – vendido em um leilão em 2013 por $2.105.770,50.

## Controvérsias conhecidas
Em 1976, três colecionadores descobriram um T206 Wagner que apresentava Wagner em uma pose diferente, nunca vista em nenhum dos outros cartões. Embora um expert da Biblioteca do Congresso afirmasse que o papel usado no cartão datava de 1910, os três homens decidiram submiter o cartão a um teste de água, usando produtos químicos para determinar a autenticidade do cartão. O cartão se quebrou e, como resultado, o cartão foi admitido como falso. Os três eram colecionadores respeitados e foram eximidos de qualquer erro cometido pela comunidade colecionadora de cartões .

### Controvérsia T206 Wagner de Cobb–Edwards
Outro cartão T206 Wagner de propriedade de dois homens de Cincinnati, Ohio foi tido como falso por Bill Mastro e o presidente da PSA Joe Orlando. Os dois homens, John Cobb e Ray Edwards, tentaram provar que seu cartão com anúncio da Piedmont nas costas não era falso, devido sua excelente condição, poderia conseguir mais de 1 milhão de dólares em um leilão. Cobb e Edwards também alegaram que não foram levados à sério por serem homens negros comuns em um hobby dominado por empresários brancos de sucesso. Cobb, assim como Mastro, não divulga os exatos detalhes em como adquiriu o cartão. Tem afirmado que comprou o cartão em uma venda imobiliária por $1.800 em 1983 ou 1984, uma barganha pelo cartão na época. Quando Cobb e Edwards tentaram vender o cartão no eBay em 2002, um advogado de Newport, Kentucky solicitou um relatório policial contra os dois homens porque acreditava que o cartão era uma reimpressão que foi roubada de seu escritório meses antes. A polícia deflagrou uma investigação, mas não encontrou evidências de crime por parte dos dois homens. Um ultrajado Edwards repudiou as acusações como "besteira", adicionando que elas não seriam feitas "se fossemos brancos."
A Card Collector Services classificou o cartão e oficialmente decidiu que era realmente uma reimpressão. Cobb e Edwards não aceitaram o resultado e foram até a Integrated Paper Services (IPS), um laboratório independente em testes e análises de papel, em fevereiro de 2003 para que testassem o papel de seu cartão. Um expert da IPS determinou que o cartão datava de 1910, o que seria consistente com o período de tempo quando o cartão foi distribuído. O expert decidiu que o "papel era consistente com a época em que o cartão teria sido feito." Cobbs e  Edwards posteriormente foram até um consultor de Ohio que confirmou que o cartão era de 1909. O consultor afirmou que uma falsificação decente do cartão só poderia ser produzida a partir de um "mestre em impressão com 5 a 10 anos de experiência, e requereria uma máquina cujo custo seria entre $500.000 e  $2 milhões." Posteriormente, um avaliador chamado Bob Connelly avaliou o cartão em US$850.000, com base nos dois relatórios de análise de papel anteriores. Em novembro de 2005, Cobb e Edwards colocaram o cartão a venda no eBay. Tiveram que encerrar a venda, entretanto, pois Connelly só concordou em avaliar o cartão se seu relatório fosse impresso na íntegra na listagem do cartão no eBay.
Poucos meses depois da venda, Edwards perguntou a Connelly se ele aceitaria o cartão para seu leilão. Connelly consentiu e levou o cartão pelo país afora para prospectar compradores. Enquanto isso, o programa da HBO Real Sports with Bryant Gumbel decidiu cobrir o progresso da história de Cobb e Edwards com seu cartão. Connelly encontrou um negociador de cartões da cidade de Nova Iorque, Mike Mangasarian, que foi enviado em nome de um colecionador proeminente para verificar o cartão. O sr. Mangasarian disse que o cartão parecia autêntico e afirmou que iria ao leilão se o cartão pudesse ser retirado do acrílico protetor para um exame mais detalhado do cartão. A promessa feita foi que isso poderia acontecer no dia do leilão em Binghamton, NY. Após o leilão e não fazendo nenhum lance pelo cartão, Mangasarian revelou à HBO que sentiu que as costas do cartão era real mas em sua opinião a frente não. Explicou que todos os T-206s tem letras marrom escuro impressas para o nome da equipe e dos jogadores e esta era negra. Além disso, afirmou que não estava confortável com o processo de impressão exibido na frente do cartão. Enquanto isso, um número de colecionadores que duvidaram do cartão contataram o eBay e exigiram que a listagem do cartão no site fosse removida. Funcionários do eBay finalmente decidiram retirar o cartão do site no dia anterior ao início do leilão. Como resultado, colecionadores previamente interessados decidiram não fazer lances pelo cartão. Como Connelly apontou, os colecionadores escolheram não fazer lances pois "quando o eBay tirou o cartão ... cresceu o número de questões sobre sua autenticidade."

## Outros notáveis cartões T206 Wagner autênticos
Como resultado da publicidade gerada pelo sucesso financeiro do Gretzky T206 Honus Wagner, grande número de cartões T206 Wagner legítimos ainda não descobertos surgiram. Existem menos de 60 cartões Wagner autênticos no mundo.

### Biblioteca Pública de Nova Iorque
Um cartão autêntico é parte da Leopold Morse Goulston Baseball Collection na Biblioteca Pública de Nova Iorque.

### Metropolitan Museum of Art
Um cartão autêntico está no Metropolitan Museum of Art em Nova Iorque.

### T206 Honus Wagner no leilão de freiras
Em 2010, um raro Honus Wagner foi encontrado em caixa deixado pelo irmão da Irmã Virginia Muller que deixou todas suas posses para a escola de  Baltimore, School Sisters of Notre Dame. O cartão veio com um anotação escrita à mão por seu irmão: "Embora danificado, o valor deste cartão de beisebol deve aumentar exponencialmente durante o século 21!" As freiras católicas leiloaram o cartão, e apesar de sua má condição se esperava alcançar entre $150.000 e  $200.000. Em 4 de novembro de 2010, o preço final excedeu as expectativas do leiloeiros da cada de leilões de Dallas, a Heritage Auction Galleries e atingiu $262.000 para Doug Walton, colecionador de dono de loja de cartões. Walton, entretanto, nunca pagou, e a Heritage Auction Galleries subsequentemente contatou um de seus clientes mais antigos, Nicholas DePace, um cardiologista de Nova Jérsei, que imediatamente concordou em pagar pelo cartão pelo mesmo preço. Em 20 de dezembro de 2010, após retirar 19,5% de taxas, a casa de leilões enviou  $220.000 por transferência bancária para a School Sisters of Notre Dame. A ordem religiosa já tinha anunciado que o valor proveniente da venda do cartão iriam para seus ministérios em mais de 30 países.

### O 'Jumbo Wagner'

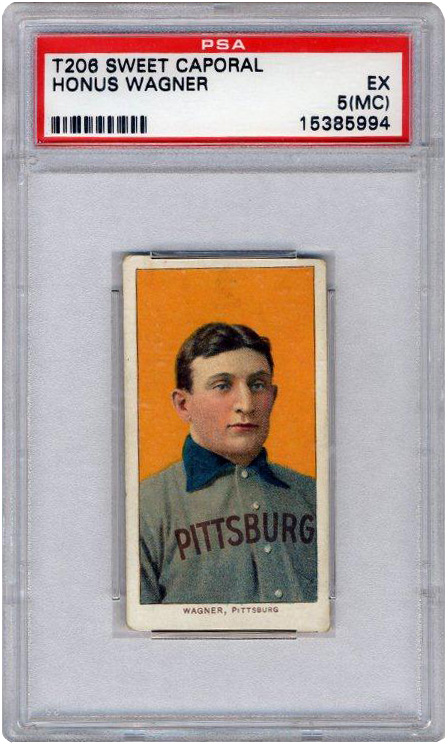
Um T206 Honus Wagner de 1909 com graduação PSA grade EX 5-MC

Muitos dos cartões T206 Honus Wagner remanescentes tiveram baixa classificação pela PSA. Apenas três cópias existentes receberam graduação EX [5] ou melhor. Um destes exemplos é conhecido na indústria como o 'Jumbo Wagner' [mostrado à direita]. Classificado como EX 5 (MC) na escala de graduação da  PSA, o cartão possui bordas pouco comuns, mais amplas devido a um erro de corte. Estas dimensões excedem em muito o tamanho padrão de um T206.
O presidente da PSA, Joe Orlando diz que “O cartão PSA EX 5 (MC) 1909-11 T206 Honus Wagner (número de série 15385994) e, sem dúvida, um dos melhores exemplos deste cartão conhecidos. A graduação técnica inclui o qualificador MC. O cartão recebeu esta designação da PSA devido à sua natureza de grande porte. Este T206 Honus Wagner em particular se destaca de outros exemplos conhecidos e, portanto, dá-lhe colocação como um espécime de alto nível."
Inicialmente vendido em leilão por $1.62 milhão em 2008, o 'Jumbo Wagner' foi apresentado pela Goldin Auctions em seu Winter Auction de 2013, que foi finalizado em 5 de abril de 2013. Os aumentos históricos de preços e o estado do mercado de colecionáveis esportivos contribuíram para projeções de que o leilão poderia estabelecer um novo recorde de preço global para a venda de um T206 Honus Wagner. O cartão foi finalmente vendido por $2.105.770,50, incluindo as taxas, preço recorde para um cartão de beisebol em um leilão público.

### O All Star Cafe Wagner
Em abril de 2013, a Robert Edward Auctions programou o início do leilão de um T206 Honus Wagner que já tinha pertencido ao ator Charlie Sheen.  Sheen emprestou o cartão ao All Star Cafe onde foi roubado e depois recuperado pelo FBI. Foi graduado como PSA 1.

## Vendas recentes de cartões T206 Honus Wagner
- Um T206 Wagner com graduação 2 na escala 1-10 da PSA foi vendido por $75.000 em setembro de 2000.
- Em 2005, outro cartão com graduação PSA 2 foi vendido por $237.000.
- Um cartão com PSA 1 foi vendido por $110.000.[82]
- Em 2004, um PSA PR-FR-1 Wagner foi vendido por $109.638.[83]
- Outro PSA PR-FR-1 foi comprado por $132.000 um ano mais tarde em 2005.[83]
- Um T206 Wagner de propriedade do renomado colecionador Frank Nagy foi vendido por $456.000 em dezembro de 2005, através da casa de leilões de Mastro.[84]
- Dois cartões classificados como PSA 2 foram vendidos por $236.705 em 2005 e $294.338 em 2006.[83]
- Em maio de 2008, um cartão graduado 1 por um companhia independente estabeleceu um novo recorde para um cartão com graduação baixa, o vendendo em leilão por $317.250.[85]
- Em novembro de 2008, um cartão graduado SGC 3 foi vendido pela Philip Weiss Auctions de Nova Iorque. O lance final foi de $700.000, mas com a taxa de 13%, o preço total foi de $791.000.[86]
- Um cartão classificado PSA PR-FR 1 foi vendido por $400.000 em 2009[83]
- Em 2010, outro cartão classificado pela PSA como autêntico mas alterado foi vendido por $219.225.[83]
- Em 20 de abril de 2012, um residente anônimo de Nova Jérsei comprou um cartão com graduação VG-3 por mais de $1.2 milhão.[87]
- Em 6 de abril de 2013, um T206 foi vendido por preço recorde para um cartão ofertado em um leilão online. Foi vendido por $2.1 milhões em leilão online organizado pela Goldin Auctions.[88]
- Em 1º de outubro de 2016, o mesmo cartão T206 Honus Wagner vendido em 2013 foi novamente vendido em leilão online da Goldin Auctions por um novo preço recorde de $3.12 milhões.[89]